# 嘉義市災害應變中心
嘉義市災害應變中心是嘉義市政府災害應變的中樞，設於嘉義市政府消防局內，其主要任務即是當重大災害發生時，能即時掌握嘉義市全市災情，經由彙整分析而擬定迅速正確的應變對策；並整合嘉義市救災資源，進行調度支援，來協助鄉鎮市區救災，進而爭取災害搶救的黃金時間，以降低災害的損失，維護民眾的生命與財產安全。

## 外部連結
- 嘉義市防災資訊網 （页面存档备份，存于）Google 地圖